# Eutomopepla
Eutomopepla là một chi bướm đêm thuộc họ Geometridae.